# ヒルズウォーク徳重ガーデンズ
ヒルズウォーク徳重ガーデンズ（ヒルズウォークとくしげガーデンズ）は、愛知県名古屋市緑区元徳重一丁目505に立地する、ユニー株式会社が管理・運営するモール型ショッピングセンター（ウォーク）である。

## 概要
名古屋市徳重北部土地区画整理地内3街区、5街区の商業施設として建設され、地域センター「ユメリア徳重」（区役所支所・図書館等）を含めた大規模商業施設の中核施設として、ユニーがピアゴ ラ フーズコア徳重店を核店舗に110の専門店を配置し、同社で9番目となるモール型店舗である。
基幹施設のヒルズ棟と、公道を挟んで名古屋市との共同開発であるガーデンズ棟の2つの商業施設で構成され、両棟を併せてヒルズウォーク徳重ガーデンズと称される。ヒルズ棟は駐車場を含め全6階層で、営業階は地階1階地上2階。ガーデンズ棟は屋上に広場やドッグランを設けた地上2階となっている。
立地場所が緩やかな丘陵地帯であることから「HILL'S（ヒルズ）」と命名された。キーワードは、「まちがひろがる、笑顔がつながる」となっており、「ヒト」・「モノ」・「コト」そして環境をつなぐ、地域の中心となる広場的な施設を目標にしている。
当初はミニモールタイプの「ラスパ徳重（仮称）」として2009年（平成21年）2月に建設が発表されたが、2011年（平成23年）春開通の地下鉄、バスターミナルを直結とし、緑区東部の中心的存在として、地域住民の生活とともに大きく進化する施設となることが見込まれたため、ユニーの大規模モールの愛称である「ウォーク」に計画途中から変更された。そのため、他のウォークのような吹き抜け構造のモールは存在しない。
ユニーの他のウォークと比較して、直営売場面積比率が最も低く約9%となっており、残りの約90%が非直営のテナントである。従って収益の多くはテナントから得ることになっている。これは核店舗を食料品専門の小型店、ピアゴ ラ フーズコアとしているためで、同店から東南方に約500m離れた同社のGMS、アピタ緑店との共存が意図されている。
2017年（平成29年）、オープン以来初のテナントの入れ替え等の改装が行われ、4月20日にリニューアルオープンした。EV・ESCはフジテック株式会社により設置され、公式サイトにも掲載されている。

## テナント
ピアゴ ラ フーズコア徳重店を核店舗に110の専門店が入居する。

### 主なテナント
- ユニクロ
- 無印良品
- マツモトキヨシ
- ABCマート
- モスバーガー
- ハウズ オブ ローゼ
- ライトオン
- スターバックス
- スガキヤ
- 築地銀だこ
- カルディコーヒーファーム

## 交通アクセス

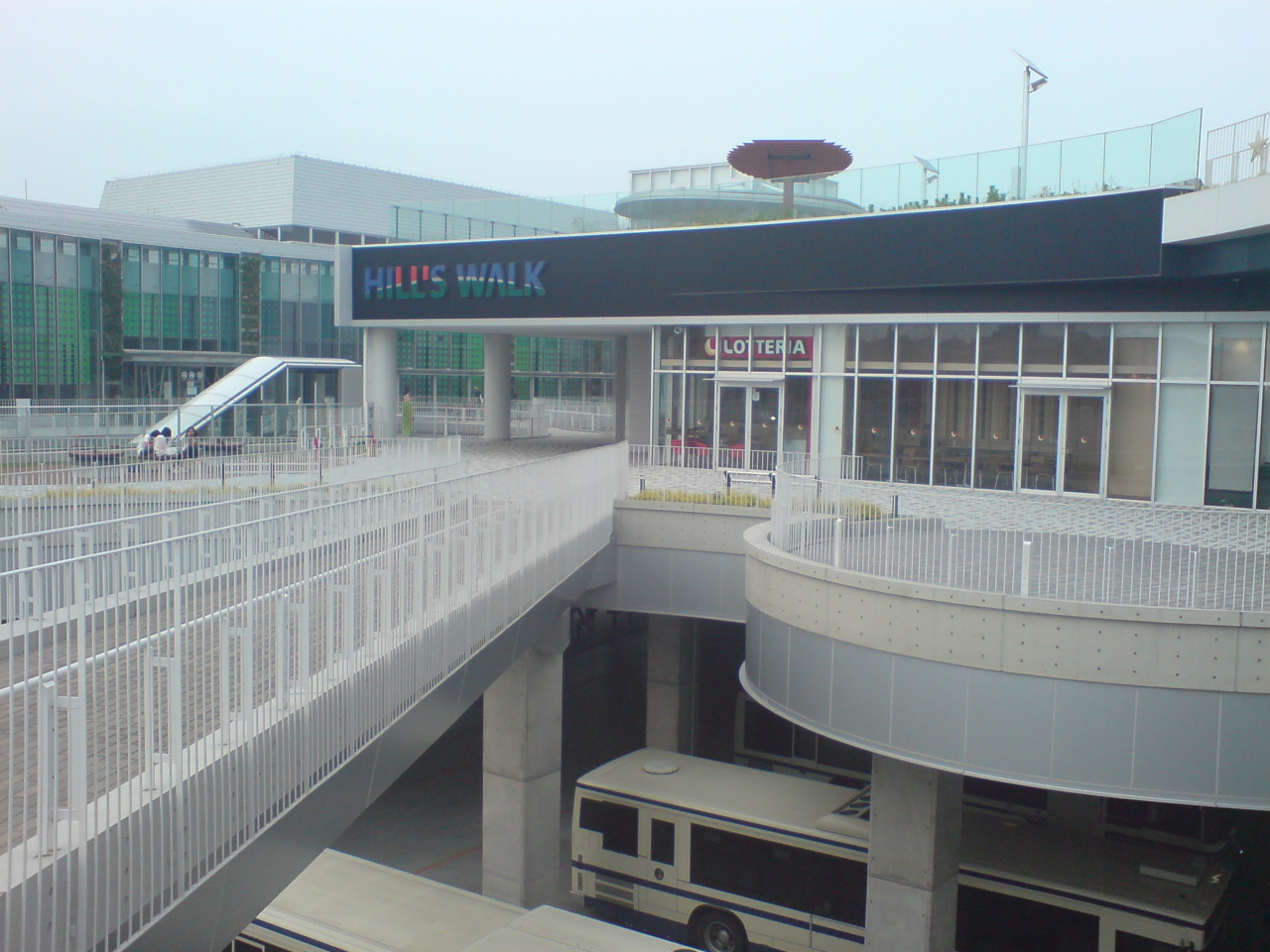
ガーデンズ棟は市バス乗り場を併設

### 鉄道
名古屋市営地下鉄
- 桜通線 徳重駅下車、ヒルズウォーク徳重連絡通路直結（ヒルズ棟地下2階に直接繋がっている。出入口番号は付けられていない）。

### 路線バス
名古屋市営バス
- 幹鳴子1・原11・原12・平針11・新瑞12・徳重11・徳重12・徳重13・徳重14・徳重巡回系統「地下鉄徳重」バス停下車（ガーデンズ棟1階が地下鉄徳重バスターミナルに直接繋がっている）。
- 幹鳴子1・原11・原12・平針11・新瑞12・徳重11・徳重12・徳重13・徳重14・徳重巡回・出入庫（緑・大清）系統「緑文化小劇場」バス停下車。

名鉄バス
- 名鉄名古屋本線 前後駅、名古屋市営地下鉄鶴舞線・名鉄豊田線 赤池駅より「地下鉄徳重」または「緑文化小劇場」バス停下車。

## 緑区大好き24万人プロジェクト 夏まつり
名古屋市緑区の区制五十周年を契機として2012年（平成24年）7月から開催されている区内の関係者による夏祭りで、当施設の屋上が会場となっている。

## 備考
ヒルズウォーク地下駐車場の階下には、地下鉄桜通線の徳重車庫、および変電所が存在する。